# Южный мбунду
Ю́жный мбу́нду, или умбу́нду, — язык группы банту, распространённый в Анголе и отчасти в Намибии. Умбунду — самый большой по числу носителей африканский язык в Анголе (по данным переписей, им владеет до трети жителей страны). Южный мбунду не следует путать с северным мбунду (kimbundu) — другим языком банту, распространённым в Анголе, но относящимся к зоне H по классификации Гасри (в то время как южный мбунду относится к зоне R).
Мбунду — племенной язык народа овимбунду, изначально занимавшего плато Бие, но начавшего активную экспансию вглубь континента как раз тогда, когда португальцы начали колониальный захват Анголы. В настоящее время на умбунду говорят, в основном, в провинциях Бие, Уамбо и Бенгела. Умбунду является одним из национальных языков Анголы (наряду с кимбунду, киконго, чокве и кваньяма) и используется некоторыми ангольскими СМИ, в том числе, Национальным радио Анголы.

## Фонетика умбунду

### Согласные
|             |             | Labial | Alveolar | Palatal | Velar | Glottal |
| ----------- | ----------- | ------ | -------- | ------- | ----- | ------- |
| Stop        | plain       | p      | t        | t͡ʃ      | k     |         |
| Stop        | prenasal.   | ᵐb     | ⁿd       | ᶮd͡ʒ     | ᵑɡ    |         |
| Fricative   | voiceless   | f      | s        |         |       | h       |
| Fricative   | voiced      | v      |          |         |       |         |
| Nasal       | Nasal       | m      | n        | ɲ       | ŋ     |         |
| Approximant | Approximant | w      | l        | j       |       |         |

### Гласные
|       | Front | Back |
| ----- | ----- | ---- |
| Close | i ĩ   | u ũ  |
| Mid   | e ẽ   | o õ  |
| Open  | a ã   |      |

Как и почти все прочие языки банту, умбунду — тоновый язык. По данным Т. Шадеберга, в умбунду различаются три тона: высокий, низкий и высокий с даунстепом (очень редко встречается падающий, почти всегда в результате стяжения гласных). В умбунду существуют так называемые «тоновые падежи»: имена могут иметь разное тональное оформление в зависимости от их синтаксической роли.

## Грамматика умбунду
Как и в других языках банту, существительные в умбунду делятся на классы с префиксальными показателями.
Личные местоимения в умбунду:
```
ame - я
ove - ты
eye - он(а)
etu - мы
ene - вы
ovo - они
```

Спряжение глаголов происходит путем изменения личных префиксов.
Пример спряжения глагола Okumõla (видеть):
Ame ndimõla — я вижу
Ove omõla — ты видишь
Eye omõla — он(а) видит
Etu tumõla — мы видим
Ene umõla — вы видите
Ovo vamõla — они видят

## Умбунду в ангольской культуре
В ангольском варианте португальского языка встречаются заимствования из умбунду (например, «kupapata» — мототакси — в переводе с умбунду означает «осязать», «ощупывать»).
В некоторых регионах на португальский язык оказали влияние традиции овимбунду давать имена детям:
jamba (umb. слон) — близнец, который родился первым
ngueve (umb. гиппопотам) — близнец, который родился вторым, если это девочка
hossi (umb. лев) — близнец, который родился вторым, если это мальчик
На языке умбунду поет известный ангольский музыкант Жустину Анданга (Justino Handanga).

## Пример текста на языке умбунду
«Omanu vosi vacitiwa valipwa kwenda valisoka kovina vyosi kwenda komoko. Ovo vakwete esunga, kwenda olondunge kwenje ovo vatêla okuliteywila kuvamwe kwenda vakwavo vesokolwilo lyocisola.»
«Все люди рождаются свободными и равными в своем достоинстве и правах. Они наделены разумом и совестью и должны поступать в отношении друг друга в духе братства.»
(Всеобщая декларация прав человека, статья 1)